# コウモリ探知機

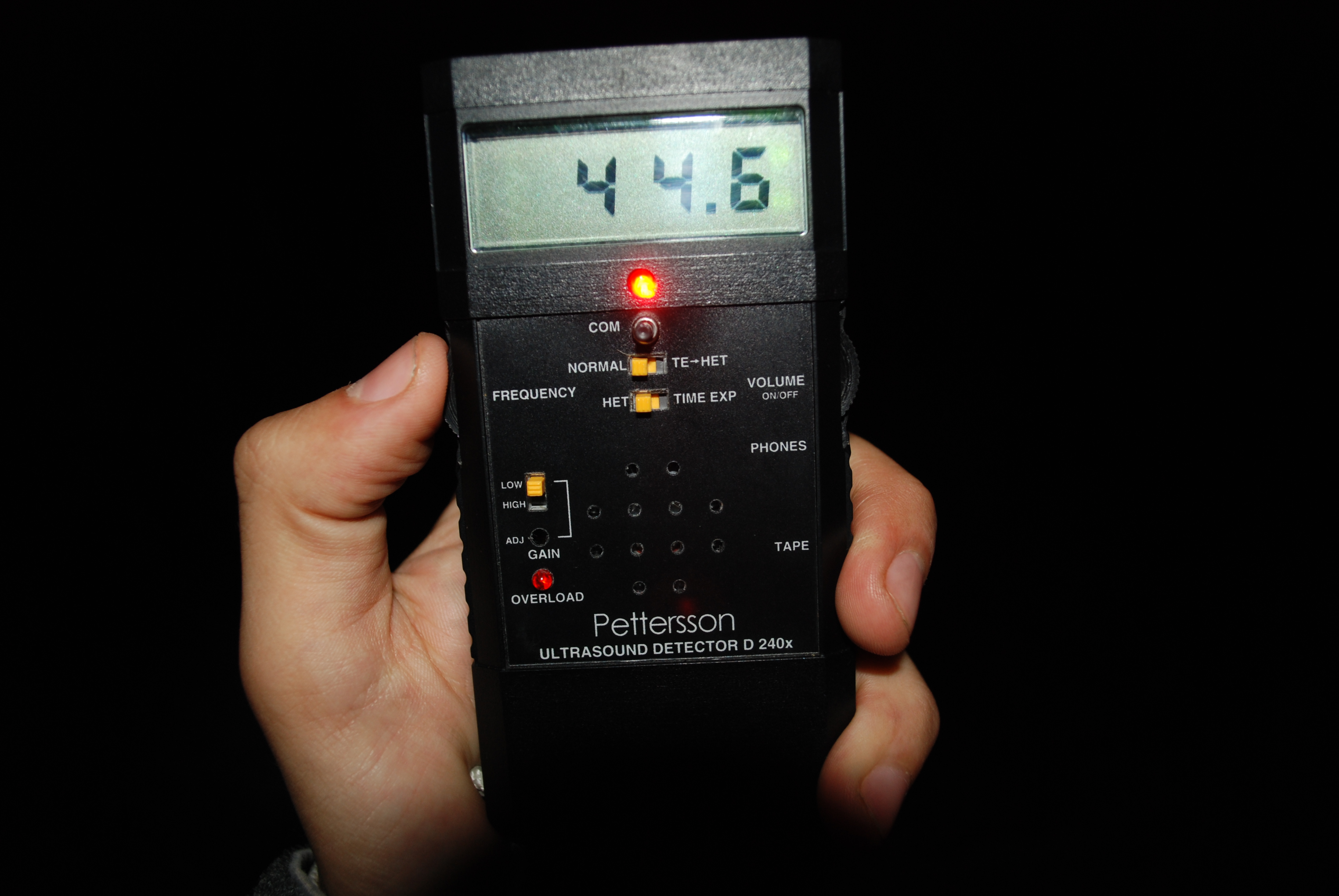
バット検出器、超音波探知機

コウモリ探知機（コウモリたんちき、バット・ディテクター、英：Bat detector）とは、文字通り、コウモリをみつけるための探知機であり、超音波の検出器である。コウモリは、音（鳴き声）として、人の可聴域外となる 20 kHz 以上の超音波を発するが、この超音波をコウモリ探知機が検出する。そして、人の聞き取れる可聴域に変換して聴こえるようにしたり、あるいはソナグラム化するものである。主にコウモリ調査に用いられる。

## 原理
コウモリは、まわりの様子を知る際や、昆虫などの獲物を捕獲する際、あるいは仲間と呼び合う際に、強力な（110 - 120dBSPL）、パルス状（0.5 - 20ms）の超音波（30 - 110kHz）を発射する。
コウモリの種類によって、鳴き声の周波数や、鳴き方の変化の仕方が違うため、鳴き声で大まかにコウモリの種がわかる。

## 主な探知機の種類
ヘテロダイン式 (Heterodyne)
コウモリの周波数帯に合わせて、設定ダイヤルを回す（合わせる）ことにより、コウモリ超音波の周波数が確認でき、また、コウモリの鳴き声（超音波）をヘテロダイン変換し、人が聴こえるようにする。確認できる周波数幅は、設定周波数の前後約 5 kHz とされている。この機器は壊れにくく、野外での使用はこの機種が最も適しているとされる。1度に1つの周波数のみチェックする。
フリークエンシーディビジョン式（Frequency Division：周波数分周式）
全ての周波数帯の超音波を拾い、可聴音に直すことができる機種。ヘテロダインに比べ、コウモリの鳴き声（超音波）を拾うことができる距離が短い（感度が低い）とされる。
タイムエキスパンション式（Time Expansion：時間軸延長式）
録音（書き込み）した鳴き声データを録音時より 1/10 程度の遅いスピードで再生し、人が聴こえる音にする方式である。コウモリの鳴き声を加工（変換）しない方式で、コウモリの超音波がそのまま記録できる。コウモリの種は、記録した超音波をソナグラム化することで、判断する。

Bat detector
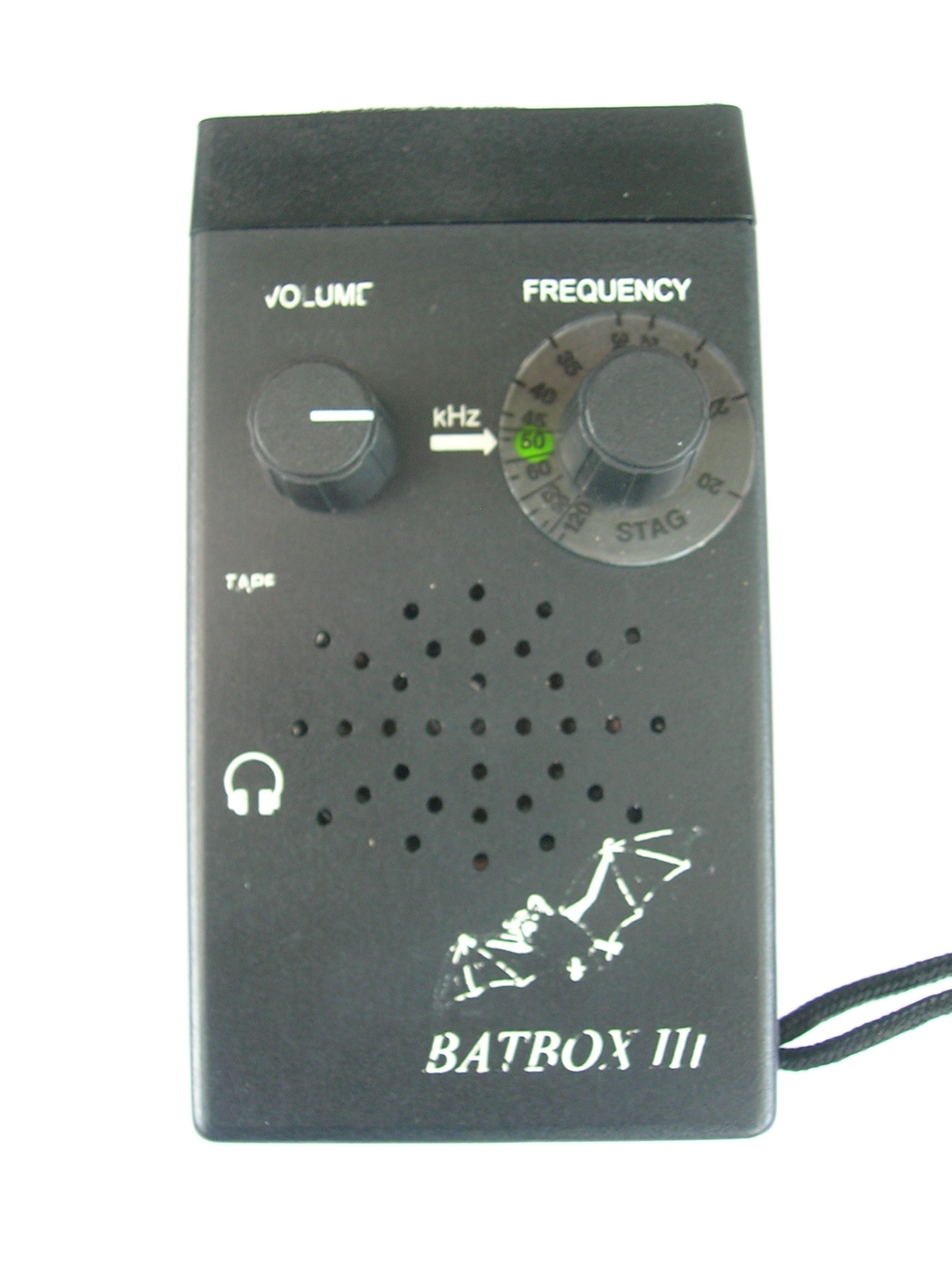
典型的なヘテロダイン式の機種
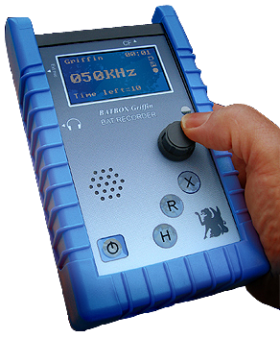
録音機能が付いたタイムエキスパッション式の機種

簡単なコウモリ探知機は自作したり、製作キットを組み立てて製作することもできる。また、キットを組み立てる教室（講習）が行われてもいる。

製作の例
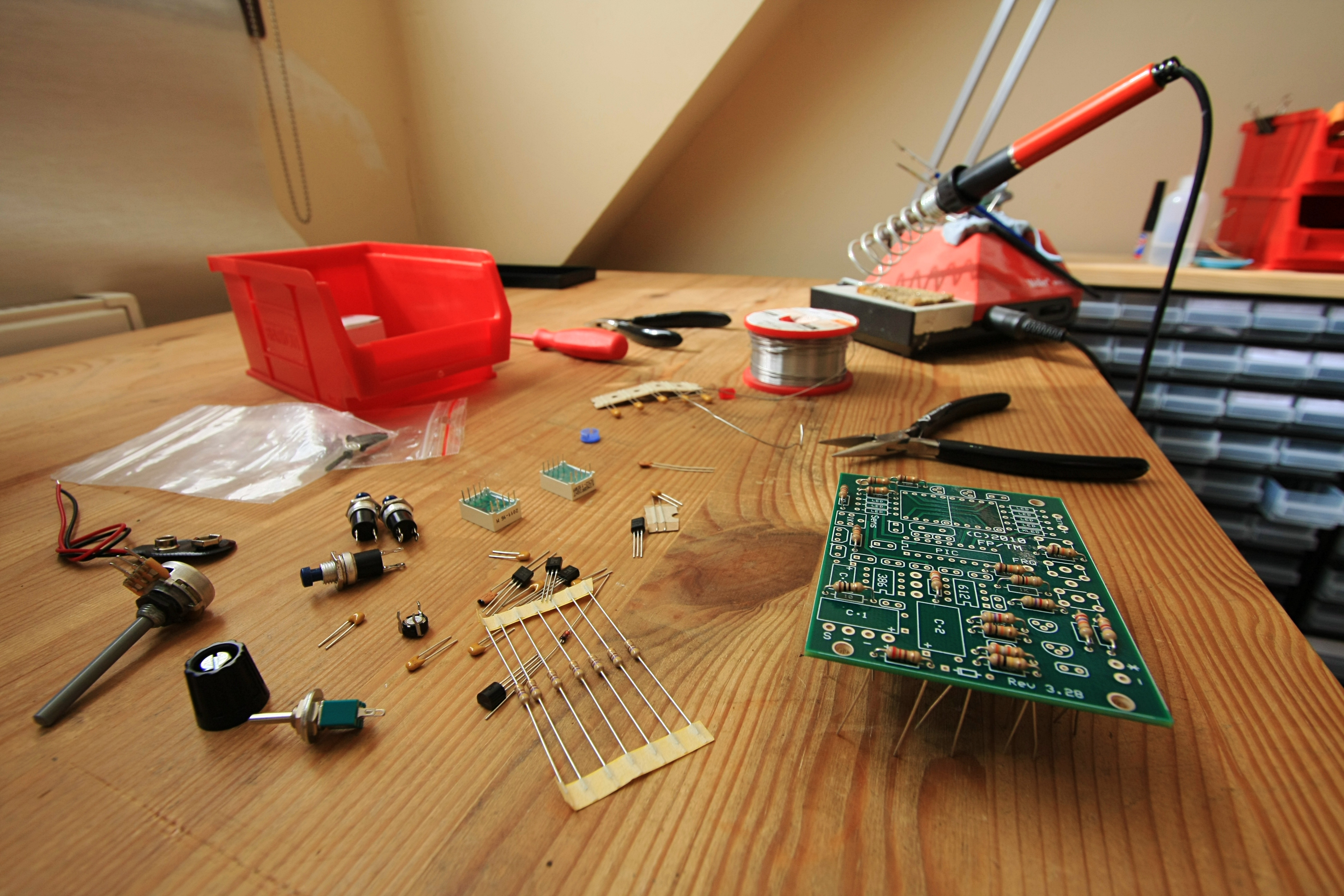
ドイツのキット製作例
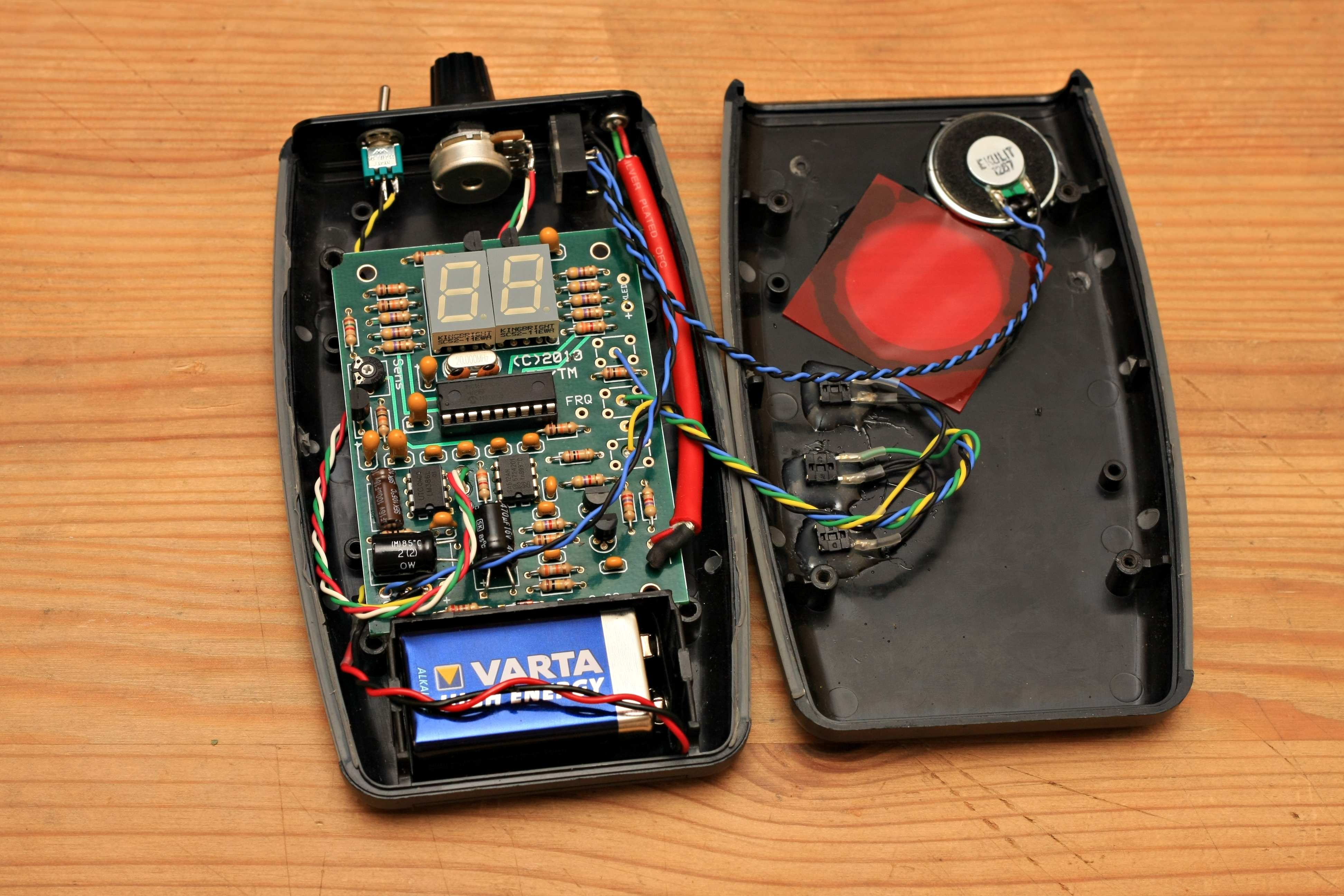
ドイツのキット製作例

## 探知
一般的なコウモリの超音波の周波数帯の例示（単位は kHz）。
- コキクガシラコウモリ - ピーク周波数 110、周波数の範囲 105 - 115。[8]
- キクガシラコウモリ - ピーク周波数 68、周波数の範囲 65 - 70。[8]
- モモジロコウモリ - ピーク周波数 40 - 60、周波数の範囲 40 - 70。[8]
- アブラコウモリ - ピーク周波数 45 - 50、周波数の範囲 30 - 50。[8]
- ヒナコウモリ - ピーク周波数 20 - 25、周波数の範囲 20 - 40。[8]
- ヤマコウモリ - ピーク周波数 20 - 25、周波数の範囲 20以下 - 30。[8]

上記の周波数を捕えるコウモリ探知機を用いると、その場でコウモリを捕まえなくても、測定場所を通過したコウモリの種の存在がおおまかにわかる場合がある。例えば、特徴的な周波数帯を持つキクガシラコウモリ科は推定が可能である。一方、ヒナコウモリ科は、他種と似たような周波数帯であるため、飛翔形や大きさ、周辺環境を考慮に入れ、種の推定を行う。
コウモリ探知機は測定可能な範囲が決まっており、例えば 20 メートル以内までの超音波しか拾えない機種では、その 20 メートル以内にコウモリが通るようなロケーションをせねばならない。効率よく調査するために、あらかじめコウモリの通り道や採餌場所を予想しておくことも必要かもしれない。
また、虫や、人工物も超音波を発するものがある。

コウモリ超音波のスペクトログラム
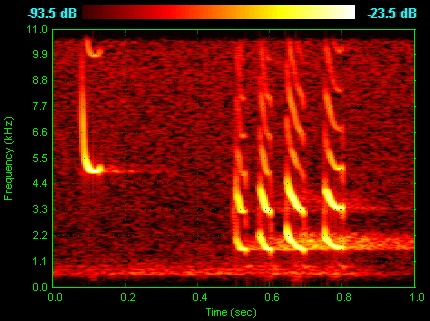
典型的なアブラコウモリのソナグラムの例
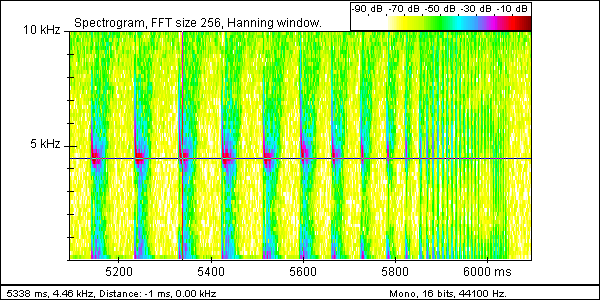
アブラコウモリが餌を捕獲する際のバズ音のソナグラム例

## 捕獲に代わる方法としての期待
全体的にコウモリは頭数が減っている種が多く、環境アセスメント（環境影響評価）でコウモリの生息状況を調査し、必要に応じた保全対策を行うことが求められる。
この際にコウモリを捕獲し測定せねば、種の判断ができないが、捕獲はコウモリに負担のかかる調査法である。なるべくコウモリに負担をかけない調査方法が求められる。
コウモリの鳴き声（超音波）を解析して種を判別する方法は、有効な調査方法となる可能性がある（2008年現在）。
コウモリの超音波を録音し、その声紋（ソナグラム）から種類を判定する研究も徐々に進んでいる。

## 関連書籍
- コウモリの会、佐野明、福井大、2011、『コウモリ識別ハンドブック 改訂版』、文一総合出版 ISBN 978-4829911884 - A Field Guide to the BATs of Japan。